# Список королів Сассекса
У 477 році саксонський вождь Елла з трьома синами висадився біля Кіменесора, на півдні Британії. В битві при Меркредесбурном у 485 році він здолав кельтських володарів й захопив південну частину острова навколо острова Вайт. Тут було засновано королівство Сассекс.  Столицею було місто Селсі. Ця держава була найслабкішою з усіх англо-саксонських королівств. Володарювала династія Елли як королі до 772 року, після цього з перервами до 982 року, коли помер останній її представник – Едвін, герцог Сассекський.

## Королі Сассекса
- Елла I, 477 — 514
- Кісса  I, 514 — 541
- Рівар, 541 — 544
- Рікольф, 544 — 567
- Кута, 567 — 584, васал королівства Вессекс
- Кутвін, 567 — 593, васал королівства Вессекс
- Кінебальд, 593 — 610/620, васал королівства Вессекс
- Кедда, 610/620 — 630, васал королівства Вессекс
- Кутвульф, 630 — 645/648, васал королівства Вессекс
- Еделвелх I,  660 —  685
- Едвульф I,  683, дукс (підкороль)
- Есгвальд I,  683 —  685, підкороль
- Берхтун I,  685 —  686, елдормен
- Андхун I, 617 —  686, елдормен
- Кедвалла I, 686 — 688 , васал королівства Вессекс
- Ваттус I, 688 — 692 , васал королівства Вессекс
- Нодехелм I, 692 — 717 , васал королівства Вессекс
- Бріні I, 710—710 , васал королівства Вессекс
- Осрік I 710 — 717 , васал королівства Вессекс
- Етельстан I, 717 — 740
- Етельберт I, 740 — 760
- Осмунд I, 760 — 772
- Освальд I, 772 , васал королівства Вессекс
- Ослак I, 765 — 772,  васал королівства Вессекс
- Елфволд I, 765 — 772 ,  васал королівства Вессекс
- Елдвульф I, 765 — 791

Від 791 до 825 – герцогство.
У 825 року приєднано до королівства Вессекс королем Есгбертом.